# Franz von John
Franz svobodný pán von John (20. listopadu 1815 Bruck an der Leitha – 25. května 1876 Vídeň) byl rakousko-uherský generál a politik, v letech 1866–1868 ministr války Rakouského císařství (od roku 1867 oficiálně ministr války Rakouska-Uherska).

## Biografie
V letech 1827–1835 vystudoval Tereziánskou vojenskou akademii. Vyřazen byl v hodnosti poručíka a přidělen k pěchotnímu pluku 52. Roku 1845 byl povýšen na nadporučíka, roku 1848 hejtmana a roku 1849 na majora. Během revoluce 1848-1849 v Rakouském císařství se účastnil tažení polního maršála Josefa Václava Radeckého z Radče v severní Itálii. Za své zásluhy získal roku 1850 Vojenský řád Marie Terezie. Po válce proti Piemontu byl jmenován náčelníkem štábu rakouské armády v Toskánsku. Od roku 1852 zastával post náčelníka štábu 8. sboru v Bologni. Nadále stoupal v hierarchii rakouské armády. Roku 1859 se účastnil války proti Francouzskému císařství a Piemontu coby náčelník štábu 6. sboru v jižním Tyrolsku. Po válce nastoupil jako náčelník štábu 2. armády ve Veroně, kde po něm byla postavena nová pevnost Fort John. Během války v roce 1866 působil coby náčelník štábu jižní armády a byl vyznamenán za své působení v bitvě u Custozy opět řádem Marie Terezie. V červenci 1866 usedl do funkce náčelníka generálního štábu celé armády.
Po konci války se stal v září 1866 náčelníkem generálního štábu. Zároveň byl od 6. září 1866 do 15. prosince 1867 ministrem války Rakouského císařství, přičemž pak v souvislosti s rakousko-uherským vyrovnáním zastával až do 18. ledna 1868 post ministra války Rakouska-Uherska. Politické funkce byl na vlastní žádost zproštěn. Vypracoval plán reformy ozbrojených sil počítající s všeobecnou brannou povinností. Důvodem pro rezignaci byly neshody s Uherskem ohledně nového branného zákona, stejně jako s vládami obou částí monarchie ohledně armádního rozpočtu.
Následně působil jako generál v Štýrském Hradci a roku 1873 získal hodnost polního zbrojmistra (Feldzeugmeister). V letech 1874–1876 opětovně zastával funkci náčelníka generálního štábu. Od roku 1867 také zasedal v Panské sněmovně (horní jmenovaná komora Říšské rady).

## Rodina
Byl dvakrát ženat. Jeho první manželka byla Antonia Margareta Carolina von Weihse, se kterou se oženil v roce 1849 a měl s ní pět dětí. Jedním ze synů byl viceadmirál Friedrich Albert von John. Jeho druhou manželkou byla Anna hraběnka Orsini-Rosenberg, se kterou měl dceru Idu.